# Алі Гейзелвуд
Алі Гейзелвуд (англ. Ali Hazelwood) — псевдонім італійської професорки нейробіології та авторки романтичних романів. Багато її праць зосереджені навколо жінок у сфері STEM та науки. Дебютний роман авторки «Гіпотеза кохання» став бестселером за версією «Нью-Йорк таймс». Предметом її досліджень є симуляція мозку та когнітивна нейробіологія.

## Життєпис
Народилася та виросла в Італії. Жила в Японії та Німеччині перед тим, як переїхати у США на навчання. Закінчила аспірантуру та здобула докторський ступінь у галузі когнітивної нейронауки. Зараз Алі Гейзелвуд професорка неврології. Предметом її досліджень є симуляція мозку та когнітивна нейробіологія.

## Літературна діяльність
Літературний шлях Алі Гейзелвуд розпочала з фанфікшену. Під час навчання в аспірантурі вона почала писати фанфіки, щоб зняти стрес, особливо на фансайтах «Зоряного шляху» та «Зоряних війн».
У 2021 році дебютувала з романом «Гіпотеза кохання». 23 серпня 2022 року був виданий другий роман «Love on The Brain». У червні 2023 року письменниця презентувала третю книгу «Love, Theoretically».
Окрім романів, Алі Гейзелвуд видала кілька новел у 2022 році, об'єднаних у серію «The STEMinist Novellas Series», до якої входять: «Under One Roof» («Під одним дахом»), «Stuck with You» («Застрягла з тобою»), Below Zero («Нижче нуля»). Наразі авторка працює над книгою «Check & Mate».

### Перекладено українською
- Алі Гейзелвуд. Гіпотеза кохання. Переклад з англійської Марія Кракан. — Харків: Видавництво «Vivat». 2023. — 416 ст. ISBN 9786171700109[9]
- Гейзелвуд, Алі.  Кохання в мозку / Алі Гейзелвуд ; [пер. з англ. Марії Кракан]. — Харків : Vivat, 2024. — 397, [1] с. — (Художня література). ISBN 9786171705067

## Нагороди
- 2022 — Бронзова нагорода «LovelyBooks Community Award» у категорії «Романтичні романи» за «Гіпотеза кохання»[10].

## Особисте життя
Одружена. Любить солодощі, дивитись серіали, бігати та котів, яких має троє.